# Liste der Fahnenträger der gabunischen Mannschaften bei Olympischen Spielen
Die Liste der Fahnenträger der gabunischen Mannschaften bei Olympischen Spielen listet chronologisch alle Fahnenträger gabunischer Mannschaften bei den Eröffnungs- (EF) und Abschlussfeiern (AF) Olympischer Spiele auf.

## Liste der Fahnenträger
| Mannschaft             | Veranstaltung | Fahnenträger (EF)               | Fahnenträger (AF)                    |
| ---------------------- | ------------- | ------------------------------- | ------------------------------------ |
| 1972 in München        | Sommerspiele  | (O) Matias Moussobou            |                                      |
| 1984 in Los Angeles    | Sommerspiele  | Odette Mistoul                  |                                      |
| 1988 in Seoul          | Sommerspiele  | Gisèle Ongollo                  |                                      |
| 1992 in Barcelona      | Sommerspiele  |                                 |                                      |
| 1996 in Atlanta        | Sommerspiele  | (O) Roger Oyembo                |                                      |
| 2000 in Sydney         | Sommerspiele  | Mélanie Engoang                 |                                      |
| 2004 in Athen          | Sommerspiele  | Mélanie Engoang                 | (O) Jean-François Boussouhou Bousset |
| 2008 in Peking         | Sommerspiele  | Mélanie Engoang                 | Wilfried Bingangoye                  |
| 2012 in London         | Sommerspiele  | Ruddy Zang Milama               | Ruddy Zang Milama                    |
| 2016 in Rio de Janeiro | Sommerspiele  | Anthony Obame                   | Anthony Obame                        |
| 2020 in Tokio          | Sommerspiele  | Aya Mpali                       | Volunteer                            |
| 2020 in Tokio          | Sommerspiele  | Anthony Obame                   | Volunteer                            |
| 2024 in Paris          | Sommerspiele  | Noélie Lacour                   | Noélie Lacour                        |
| 2024 in Paris          | Sommerspiele  | Wissy Frank Hoye Yenda Moukoula | Wissy Frank Hoye Yenda Moukoula      |

Anmerkung: (EF) = Eröffnungsfeier, (AF) = Abschlussfeier, (O) = Offizieller

## Statistik
| Rang    | Sportart       | EF | AF | ∑  |
| ------- | -------------- | -- | -- | -- |
| 1       | Leichtathletik | 4  | 3  | 7  |
| 2       | Judo           | 3  | 0  | 3  |
| 2       | Taekwondo      | 2  | 1  | 3  |
| 2       | Schwimmen      | 2  | 1  | 3  |
| 5       | Offizieller    | 1  | 1  | 2  |
| 6       | Boxen          | 1  | 0  | 1  |
| 6       | Volunteer      | 0  | 1  | 1  |
| Gesamt: | Gesamt:        | 13 | 7  | 20 |

| Rang                   | Sportart | EF | AF | ∑ |
| ---------------------- | -------- | -- | -- | - |
| bisher keine Teilnahme |          |    |    |   |
| Gesamt:                | Gesamt:  | 0  | 0  | 0 |

| Rang    | Sportart       | EF | AF | ∑  |
| ------- | -------------- | -- | -- | -- |
| 1       | Leichtathletik | 4  | 3  | 7  |
| 2       | Judo           | 3  | 0  | 3  |
| 2       | Taekwondo      | 2  | 1  | 3  |
| 2       | Schwimmen      | 2  | 1  | 3  |
| 5       | Offizieller    | 1  | 1  | 2  |
| 6       | Boxen          | 1  | 0  | 1  |
| 6       | Volunteer      | 0  | 1  | 1  |
| Gesamt: | Gesamt:        | 13 | 7  | 20 |